# Lễ sinh nhật của Đức Maria

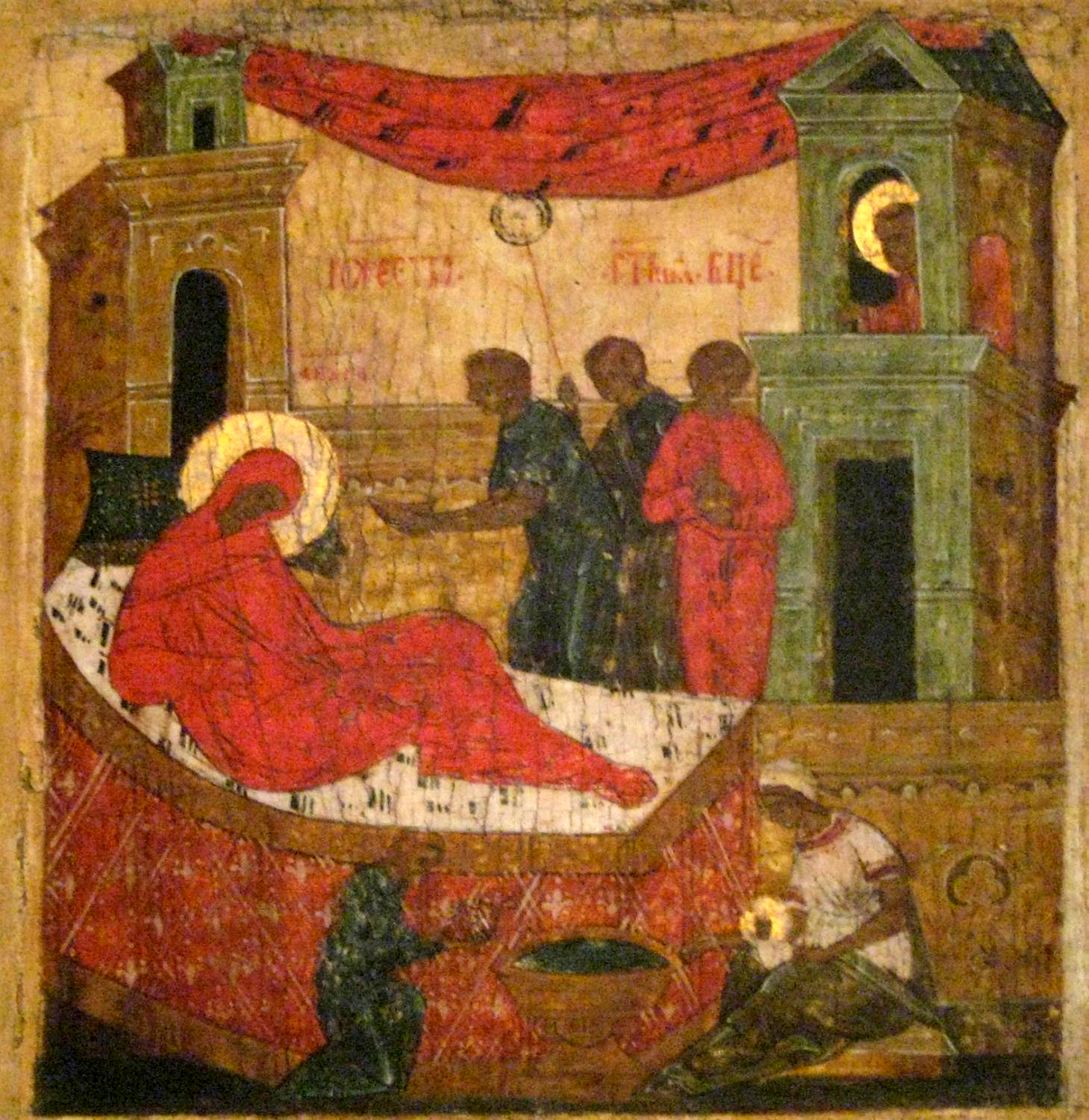
Biểu tượng giáng sinh của Maria vẽ bởi thánh Savva vào thế kỷ 16,17 (Bảo tàng Kskov

Lễ sinh nhật của Đức Maria là ngày lễ kỷ niệm sự ra đời của Mẹ Maria, đây là một trong mười hai ngày đại lễ kính của Chính thống giáo Đông Phương trong năm phụng vụ. Nó được tổ chức vào ngày 8 trong lịch phụng vụ (đối với những nhà thờ theo truyền thống lịch Julian ngày 08 tháng 9 rơi vào ngày 21 của dương Lịch hiện đại).
Theo truyền thống thiêng liêng của Giáo hội Chính Thống, Đức Maria được sinh ra khi cha mẹ là thánh Joachim và Anna đều đã già cả. Đây được coi là lời đáp lại của Thiên Chúa đối với lời cầu nguyện của họ.Không có một bằng chứng nào cụ thể để giải thích lý do vì sao người ta lại chọn ngày mừng lễ là ngày 8 tháng 9.
Câu chuyện về việc sinh hạ Đức Maria đã được ghi chép trong Tin Mừng ngoại thư của Thánh Giacôbê. Vào thế kỷ thứ VI, Thánh Rômanô (của Giáo hội Hy Lạp) đã sáng tác một thánh thi phác họa lại trích đoạn của sách Tin Mừng. Truyền thống cho rằng, lễ này có thể đã phát xuất ở Syria hoặc Palestin vào đầu thế kỷ VI, khi mà sau Công đồng Êphêsô sự tôn kính Mẹ Thiên Chúa (Theotokos) được tăng cường mạnh mẽ đặc biệt là ở Syria.
Vào đầu thế kỷ VIII, Thánh Anrê đảo Crêta đã giảng nhiều bài giảng về lễ này. Giáo hội Rôma chấp nhận lễ này vào thế kỷ VII. Lễ này được tìm thấy trong các sách Bí tích Gêlasiô (thế kỷ VII) và Grêgôriô (thế kỳ VIII đến IX). Giáo hoàng Sergiô I đã ra lệnh đọc một kinh cầu và rước kiệu cho lễ này. Vì câu chuyện về sinh nhật của Đức Maria xuất hiện trong các sách Tin Mừng Ngoại Thư nên Giáo hội Tây Phương chậm chấp nhận lễ này. Nó không được đề cập trong các lịch có chữa Lễ Maria Hồn Xác Lên Trời như Lịch Gốt-Gallican, Lịch Luxeuil, Lịch Tôlêđô của thế kỷ X và Lịch Môzaráp.
Một truyền thống cho rằng giáo hội Angers ở Pháp đã yêu cầu Thánh Mauriliô thiết lập lễ này ở Angers do một biến cố xảy ra vào năm 430. Vào đêm 8 tháng 9, một người đàn ông đã nghe thấy các thiên thần hát trên trời và khi hỏi lý do thì ông được các thiên thần cho biết họ vui mừng vì Đức Maria đã sinh ra vào đêm đó) nhưng truyền thống này không có những bằng chứng lịch sử.
Trong Giáo hội Hy Lạp, apodosis (ngày bế mạc của thời gian mừng đại lễ) kết thúc vào ngày 12 tháng 9 vì lễ này và lễ trong suy tôn Thánh Giá là ngày 13 và 14 tháng 9. Những người Cốp ở Ai Cập và người Abyssinia cử hành Lễ sinh nhật Đức Maria vào ngày 1 tháng 5 và tiếp tục lễ này dưới tên là "Hậu thế của Giacóp" trong vòng 33 ngày; họ cũng kỷ niệm nó vào đầu mỗi tháng. 